# Microregione di Arinos
Arinos è una microregione dello Stato del Mato Grosso appartenente alla mesoregione di Norte Mato-Grossense.

## Comuni
Comprende 6 comuni:
- Juara
- Nova Maringá
- Novo Horizonte do Norte
- Porto dos Gaúchos
- São José do Rio Claro
- Tabaporã